# 제2차 사법 파동
제2차 사법 파동은 6월 항쟁의 결과물 6·29 선언 직후 탄생한 노태우 정부가 아무런 자기반성도 보이지 않자 1988년 젊고 개혁적인 판사들이 사법부 수뇌부의 개편을 주장하는 성명을 발표한 것을 말한다. 서울·수원·부산·인천지역 판사 430여 명은 대법원장 선임 문제와 관련하여 '법원 독립과 사법부 민주화'를 요구하는 서명에 참여했다. 그 결과 노태우 정부는 전두환 정부 시절에 임명된 김용철 대법원장을 유임시키지 않고 그 후임으로 이일규 대법원장을 임명하게 되었다.

## 우리법 연구회
제2차 사법 파동을 계기로 법원 내 학술단체 <우리법연구회>가 설립되었고 이 모임 회원들은 노무현 정부에서 전성기를 맞았다가 이명박 정부에서는 이 모임 소속 판사들이 SNS에 이명박에 대해 부정적 평가를 올리는 등 대통령과 대립각을 세우다가 2010년 연구회는 해체되었다. 하지만 2011년 김명수가 초대 회장을 맡은 <국제인권법연구회>가 설립이 되었고 이 연구회는 통칭 '제2의 우리법연구회'라고 여겨졌다.

## 같이 보기
- 사법파동